# Thespies
Thespies (en grec ancien : Θεσπιαί / Thespiai) était une cité grecque de Béotie située entre Thèbes et le mont Hélicon. Un festival littéraire s'y tenait tous les quatre ans. Elle était également renommée pour le culte rendu à Éros. 

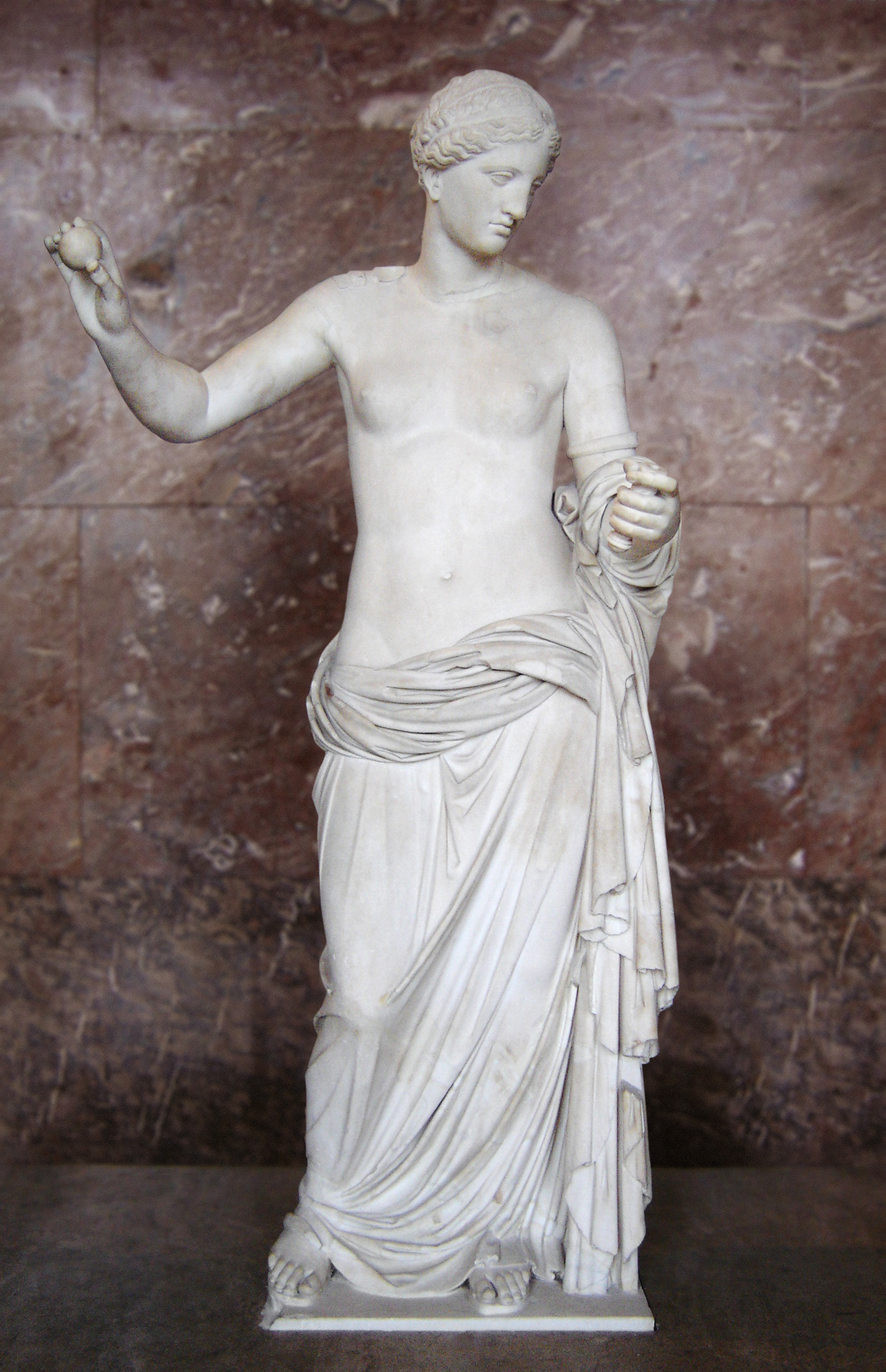
Vénus d'Arles, réputée être la copie romaine d'une Aphrodite de Thespies, par Praxitèle. Le bras droit, ajout moderne, était plus replié vers la tête qu'il touchait presque.

## Mythologie et étymologie
La légende de la ville la relie à Thespios (Θέσπιος), fils d'Érechthée ou de Teuthras, père de cinquante filles identiques qu'il envoya à Héraclès pour le remercier d'avoir tué un lion qui décimait les troupeaux des bergers du Cithéron : il lui envoya ainsi chaque soir l'une de ses filles, Héraclès croyant retrouver toujours la même jeune fille et devenant ainsi le père de cinquante fils, les Thespiades qui allèrent s'établir en Sardaigne sous la conduite de Iolaos.
Plus simplement, son nom se rapproche du grec ancien θεσπισή signifiant « penché », « pentu », « vers la pente » ou « vers le bas ».

## Histoire
Le site de Thespies est habité depuis le Néolithique. 
La cité est fondée au IIe millénaire av. J.-C.. Elle est d'abord gouvernée par un roi, puis par un régime oligarchique. Le poète Hésiode, né au VIIIe siècle av. J.-C. était originaire d'Ascra, un petit village dépendant de la cité de Thespies, situé sur le mont Hélicon. Ce petit village rural fut rasé au VIIe siècle av. J.-C.
Quand les Perses envahissent la Grèce en -480, Thespies est la seule cité béotienne, avec Platées, à refuser de leur payer tribut ; elle fournit 700 hommes au contingent mené par Léonidas à la bataille des Thermopyles. En représailles, les Perses rasent les deux cités. Thespies est ensuite reconstruite par Athènes. Elle est rasée une seconde fois entre -373 et -367 par sa voisine Thèbes. 
Durant la période romaine, Thespies qui, contrairement aux autres cités béotiennes, est restée fidèle à Rome durant la Première Guerre mithridatique, subit un siège des troupes de Mithridate VI. Selon Strabon, la ville ne présentait alors guère d'intérêt, si ce n'est pour la statue d'Éros de Praxitèle, que celui-ci avait sculptée pour la courtisane Glycère, qui l'offrit à Thespies, où elle était née.
Dans l'Antiquité, Thespies, sans débouché maritime, disposait de deux ports voisins, situés sur le golfe de Corinthe, Kreusis et Siphæ (Siphai en grec ancien).

## Municipalité moderne

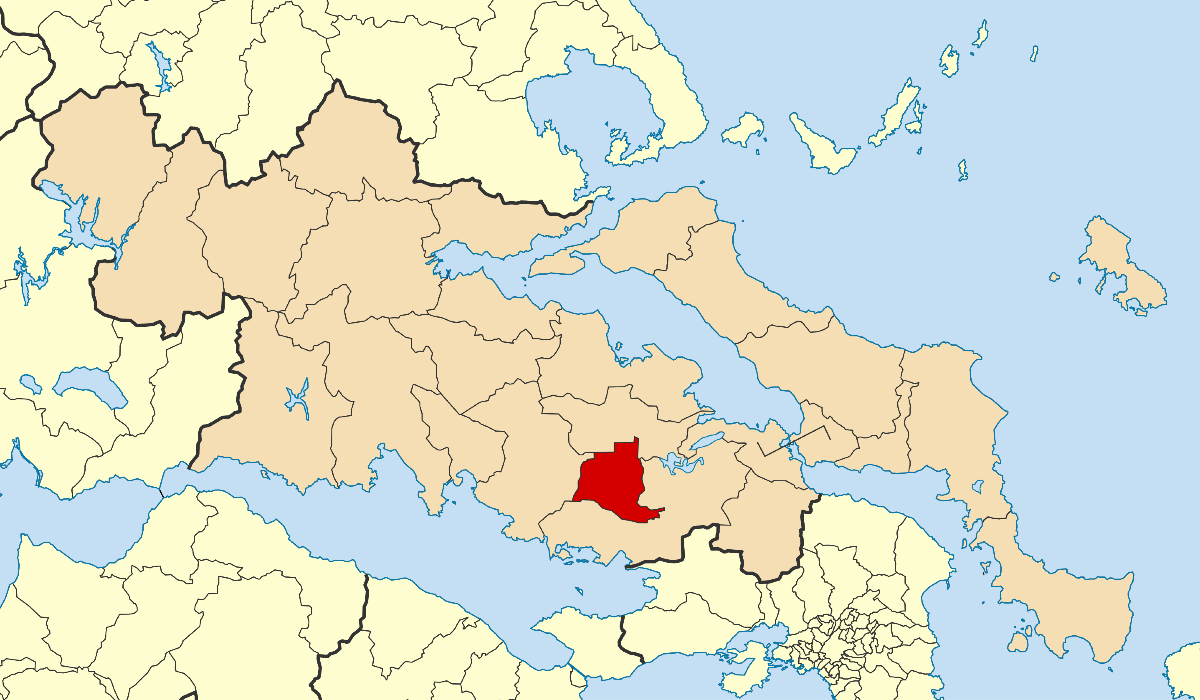
Dème d'Aliartos, regroupant les districts municipaux d'Aliartos et Thespies, à la suite de la réforme Kallikratis (2010).

Le village d'Érimokastro, situé à proximité du site antique, est rebaptisé du nom de la cité antique en 1934. Avec le programme Kapodistrias (1987), son nom devient celui d'un dème (municipalité), comprenant notamment ce village et celui d'Ascra. Dans le cadre du programme Kallikratis (2010), le dème fusionne avec celui d'Aliartos dont il devient un district municipal. En 2011, le village moderne de Thespies abritait 1 139 habitants. 